# Ammophila obliquestriolae
Ammophila obliquestriolae là một loài côn trùng cánh màng trong họ Sphecidae, thuộc chi Ammophila. Loài này được Yang and Li miêu tả khoa học đầu tiên năm 1989.